# Krigsmateriel
Krigsmateriel avser sådan materiel som är utformad för militärt bruk, till skillnad från produkter med dubbla användningsområden som utformats civilt men kan ha en militär tillämpning.
Begreppet särskiljs ofta i två kategorier där krigsmateriel för strid (KS) avser produkter som kan ha förstörelsebringande egenskaper medan övrig krigsmateriel (ÖK) är sådan krigsmateriel som saknar förstörelsebringande egenskaper. Vad som utgör krigsmateriel definieras i bilagan till förordningen om krigsmateriel, den så kallade krigsmaterielförteckningen.

## Svensk krigsmateriellagstiftning
Lag och förordning, inklusive ändringar:
- Lag (1992:1300) om krigsmateriel[6]
- Förordning (1992:1303) om krigsmateriel[7]
- Bilaga till förordningen, inklusive krigsmaterielförteckningen.[4] Gäller från och med 15 januari 2022.

Mer information finns på hemsidan för Inspektionen för strategiska produkter (ISP).

## Klassificering av krigsmateriel i Sverige
Den som bedriver företagsverksamhet är skyldig att kontrollera i krigsmaterielförteckningen om verksamheten omfattar krigsmaterielklassade produkter eller tekniskt bistånd kopplade till sådana produkter. Krigsmateriel omfattas av exportkontroll, vilket betyder att det är tillståndspliktigt att både tillverka, tillhandahålla och exportera sådana produkter. Samtidigt utmanar den snabba teknikutvecklingen och digitaliseringen klassificeringen och vad som behöver vara kontrollerat och inte. Det finns en stor gråzon här där olika former av algoritmer och digital teknik befinner sig i ett gränsland där inte allt är kontrollerat. 
De olika kategorierna av krigsmateriel framkommer i krigsmaterielförteckningen och de övergripande kategorierna är följande:
- ML1 – Slätborrade vapen med en kaliber som understiger 20 mm
- ML2 – Slätborrade vapen med en kaliber på minst 20 mm
- ML3 – Ammunition och tempereringsdon
- ML4 – Bomber, torpeder, raketer, robotar, andra anordningar och laddningar med sprängverkan
- ML5 – Eldlednings-, och relaterad övervaknings- och varningsutrustning
- ML6 – Markfordon och komponenter
- ML7 – Kemiska agenser
- ML8 – Energetiska material
- ML9 – Krigsfartyg (ytfartyg eller undervattensfarkoster)
- ML10 – ”Luftfartyg”
- ML11 – Elektronisk utrustning
- ML12 – Höghastighetsvapen med kinetisk energi
- ML13 – Pansar- eller skyddsutrustning
- ML14 – ”Specialiserad utrustning för militär utbildning” eller för simulering av militära scenarion
- ML15 – Bild- eller motmedelsutrustning
- ML16 – Smidesstycken, gjutstycken och andra oberabetade produkter som särskilt utformats för utrustning
- ML17 – Övrig utrustning
- ML18 – Utrustning och komponenter för ’framställning’ av produkter
- ML19 – Vapensystem baserade på riktad energi (DEW-system)
- ML20 – Kryogen och ”supraledande” utrustning
- ML21 – ”Programvara”
- ML22 – ”Teknik”

## Relaterat
- Produkter med dubbla användningsområden
- Inspektionen för strategiska produkter
- Exportkontroll
- Säkerhets- och försvarsföretagen
- Försvarets materielverk
- Försvarsmarknaden i Sverige